# Tsingtau-Klasse
Die Tsingtau-Klasse war eine Klasse von zwei Flusskanonenbooten der Kaiserlichen Marine, der Tsingtau und der Vaterland. Beide Boote wurden von 1904 bis 1914 in China eingesetzt.

## Entwicklung
Durch die Pekinger Konvention aus dem Jahr 1860 war es ausländischen Flotten erlaubt, das chinesische Flussnetz zu befahren. Zu Ende des 19. Jahrhunderts wuchsen die deutschen Wirtschaftsinteressen in China an und deutsche Firmen ließen sich auch im Inneren des Landes nieder. Aufgrund vereinzelter Unruhen sowie der Bedrohung des Schiffsverkehrs durch Piraten sah sich das Deutsche Reich schließlich gezwungen, eigene flachgehende Kriegsschiffe auf den großen chinesischen Strömen einzusetzen. Zu diesem Zweck wurden 1899 die Dampfbarkasse Schamien sowie 1901 der Flussdampfer Vorwärts angekauft.
Bereits nach kurzer Zeit zeigte sich jedoch, dass besonders die behelfsmäßig ausgerüstete Schamien den Anforderungen nicht gerecht werden konnte. Aufgrund dessen beantragte das Reichsmarineamt für das Haushaltsjahr 1901/02 Finanzmittel für den Bau eines Flusskanonenbootes. Ein zweites sollte durch die vom Hauptverband der deutschen Flottenvereine im Ausland gesammelten Gelder finanziert werden. Die Konstruktion der Kanonenboote wurde der Elbinger Werft F. Schichau übertragen, die ebenfalls den Auftrag für den Bau der Boote sowie ihrer Verschiffung nach Ostasien erhielt.

## Technik
Der Entwurf sah Boote mit einer Konstruktionsverdrängung von 223 t und einer Maximalverdrängung von 280 t vor. Die Gesamtlänge betrug 50,1 m, wobei die Wasserlinie 48,0 m maß. Bei einer größten Breite von 8,0 m ergab sich bei Maximalverdrängung ein Tiefgang von 0,94 m. Der Schiffsrumpf war, auch im Hinblick auf die Verschiffbarkeit, in Pontonbauweise ausgeführt und bestand aus neun einzelnen Stahlpontons, die durch Schraubbolzen verbunden waren. Die Pontons stellten zugleich die wasserdichten Abteilungen dar. Zum Schutz gegen leichte Waffen wurde der Rumpf außerdem mit einem leichten Spezialstahlpanzer von 8 bis 12 mm Stärke versehen. Über einen Doppelboden verfügten die Boote jedoch nicht.
Für die Stromversorgung befand sich ein Generator an Bord, der eine Spannung von 67 V und eine Leistung von 5 kW erzeugte.
Die Besatzung der Boote bestand aus insgesamt 58 Personen, davon drei Offiziere und 44 Mannschaften. Außerdem befanden sich elf chinesische Trimmer, Köche und Lotsen an Bord.

### Antriebsanlage
Die Boote der Tsingtau-Klasse wurden von zwei stehenden dreizylindrigen Dreifach-Verbunddampfmaschinen angetrieben, die im Ponton IV untergebracht waren. Zur Dampferzeugung befanden sich zwei Thornycroft-Schulz-Dampfkessel in den Pontons V und VI. Die Kessel verfügten über je zwei Feuerungen sowie einer Heizfläche von insgesamt 250 m² und erzeugten einen Dampfdruck von 12 atü. Die Maschinenanlage leistete 1.300 PSi und verhalf den Booten zu einer Höchstgeschwindigkeit von 13 kn. Beide Maschinen wirkten auf je eine Schraube mit 0,95 m Durchmesser, die in einem Yarrow-Tunnel untergebracht waren. Die Boote verfügten über zwei Ruder. Der mitgeführte Kohlenvorrat von 85 t erlaubte einen Fahrbereich von maximal 1630 sm bei einer Geschwindigkeit von 9 kn.

### Bewaffnung
Die Bewaffnung der Boote bestand aus einer auf den vorderen Aufbauten untergebrachten Schnellladekanone des Kalibers 8,8 cm L/30. Für dieses Geschütz, das eine maximale Reichweite von 6,9 km besaß, wurden 100 Schuss Munition mitgeführt. Weiterhin befand sich eine 5,0-cm SK L/40  auf den achteren Aufbauten, für die 200 Schuss Munition vorrätig waren. Zusätzlich waren noch zwei bis drei Maschinengewehre an Bord der Boote.

## Einsatz
Beide Boote wurden entsprechend den Planungen in zerlegtem Zustand nach China gebracht und dort wieder zusammengebaut. Ihre Hauptaufgabe lag in der Repräsentation des Deutschen Reiches, der Sicherung seiner Wirtschaftsinteressen und deutscher Staatsangehöriger sowie der Bekämpfung der Piraterie. Die Tsingtau wurde auf dem Perlfluss und seinen Nebenflüssen eingesetzt und löste dort die Schamien ab. Die Vaterland erhielt den Jangtsekiang als Einsatzgebiet und unterstützte die dort bereits tätige Vorwärts. Bis 1914 waren beide Boote auf den ihnen zugewiesenen Stromgebieten unterwegs. Mit Ausbruch des Ersten Weltkrieges wurden sie außer Dienst gestellt.

## Schiffe derTsingtau-Klasse
- Tsingtau: Stapellauf am 18. April 1903. Nach der chinesischen Kriegserklärung an das Deutsche Reich am 21. März 1917 nahe Kanton von der eigenen Besatzung versenkt.
- Vaterland: Stapellauf am 26. August 1903. Bei Kriegsbeginn in Nanking an eine Scheinfirma verkauft und in Landesvater umbenannt. Am 20. März 1917 von China beschlagnahmt und unter dem Namen Li-Sui auf dem Amur eingesetzt. 1932 an Mandschukuo übergegangen und in Risui umbenannt. 1942 außer Dienst gestellt und später abgewrackt.